# Нуэво Гасометро
Эстадио Педро Бидегайн (исп. Estadio Pedro Bidegain), более известный как Нуэво Гасометро (исп. Nuevo Gasómetro), — стадион, находящийся в городе Буэнос-Айрес, столице Аргентины. Он располагается в южной части района Флорес.
Стадион служит домашней ареной для футбольного клуба «Сан-Лоренсо» с 1993 года. На 2014 год вместимость стадиона составляет 47 964 зрителей.
Старый стадион «Сан-Лоренсо» Гасометро, служивший ему домашней ареной с 1916 года, был закрыт в конце 1979 года. После этого клуб несколько лет принимал гостей на различных стадионах Буэнос-Айреса. Новый стадион был открыт 16 декабря 1993 года товарищеским матчем «Сан-Лоренсо» с чилийским клубом «Универсидад Католика», финалистом Кубка Либертадорес того же года. Игра завершилась победой хозяев (2:1), за аргентинцев отличились нападающие Клаудио Бьяджио, чей гол на 21-й минуте стал первым забитым на «Нуэво Гасометро», и Луис Фабиан Артиме, за чилийцев же забил выступавший за них аргентинский форвард Серхио Васкес.
Своё официальное название стадион получил в честь Педро Бидегайна, национального депутата и президента клуба «Сан-Лоренсо» в 1929—1930 годах.

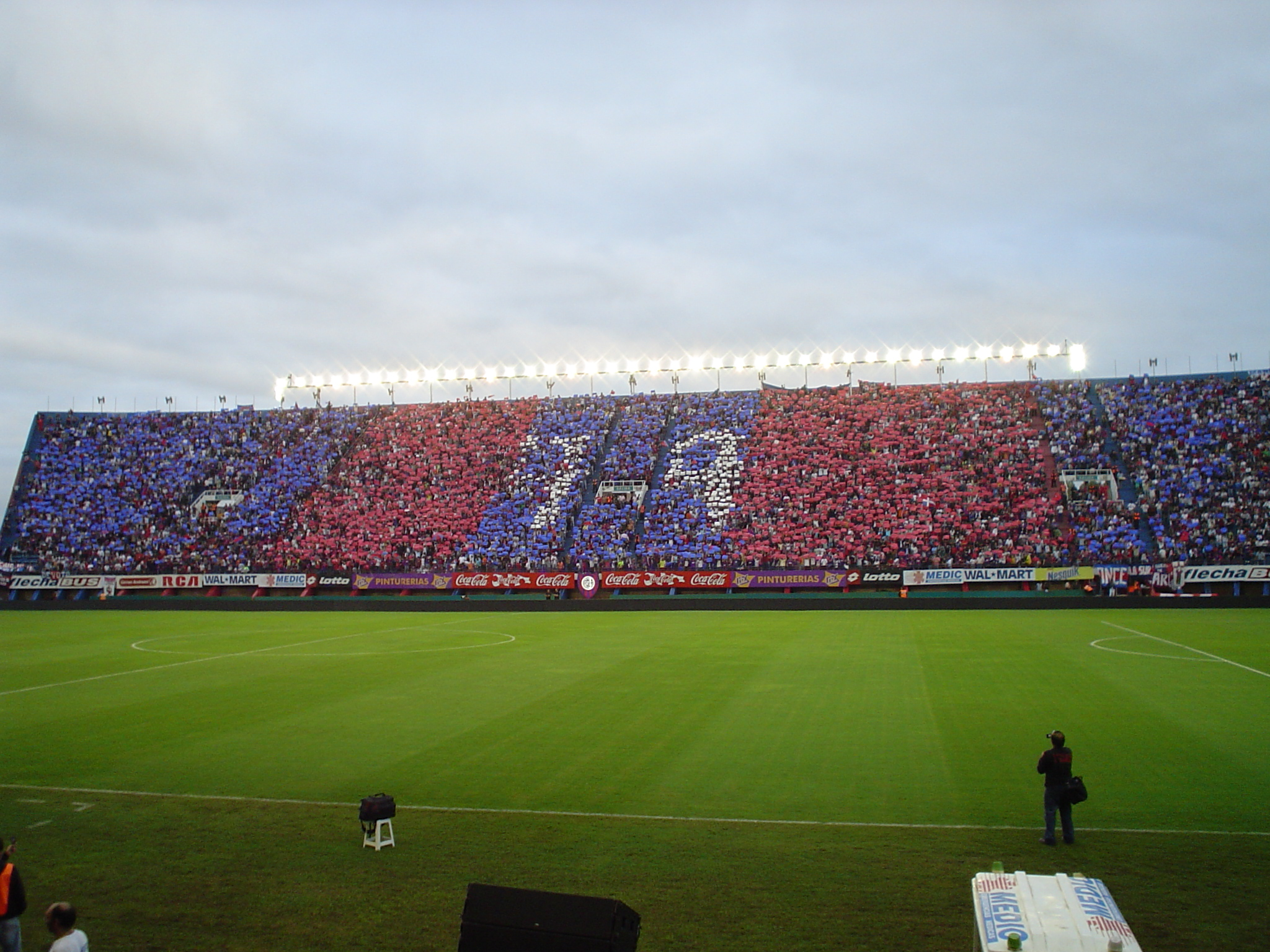
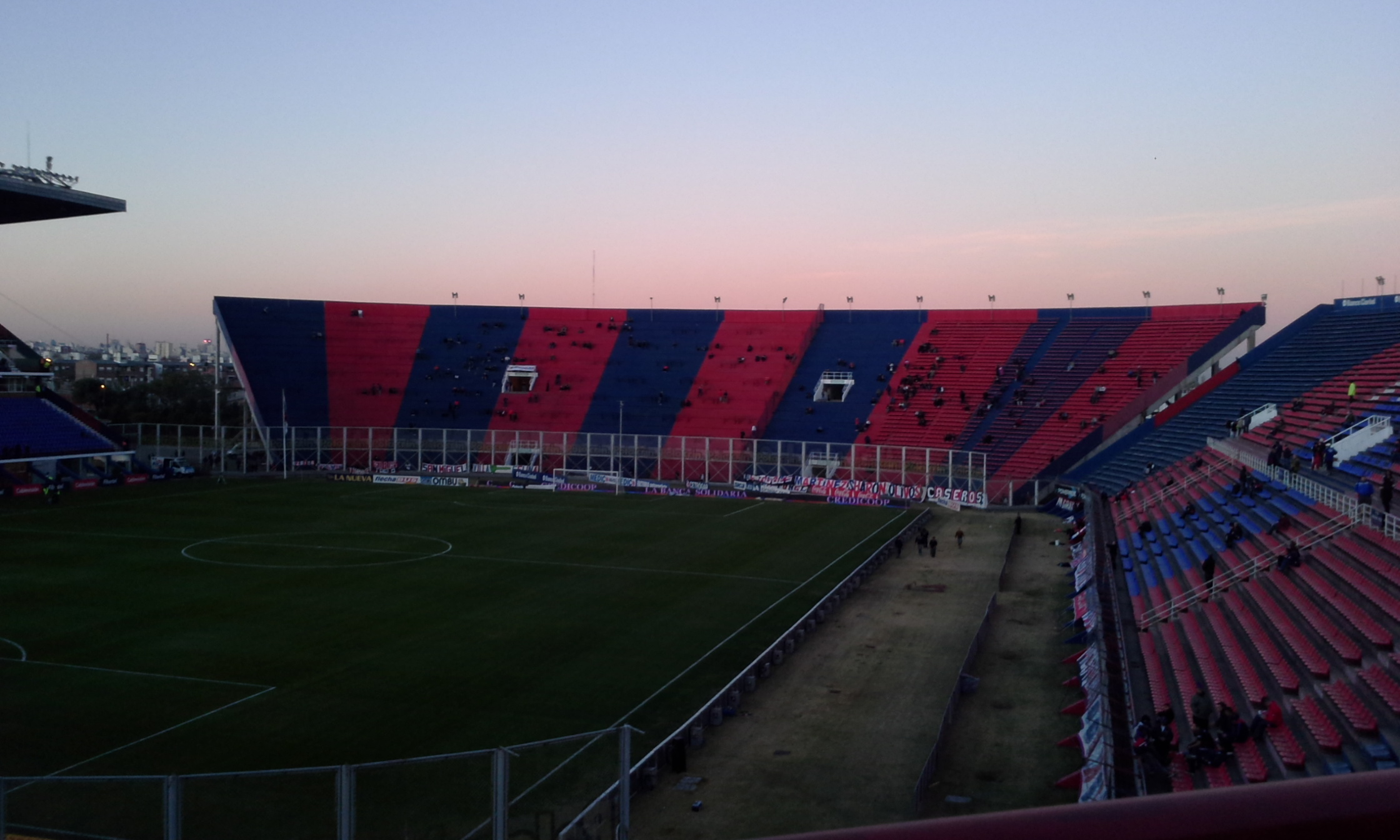
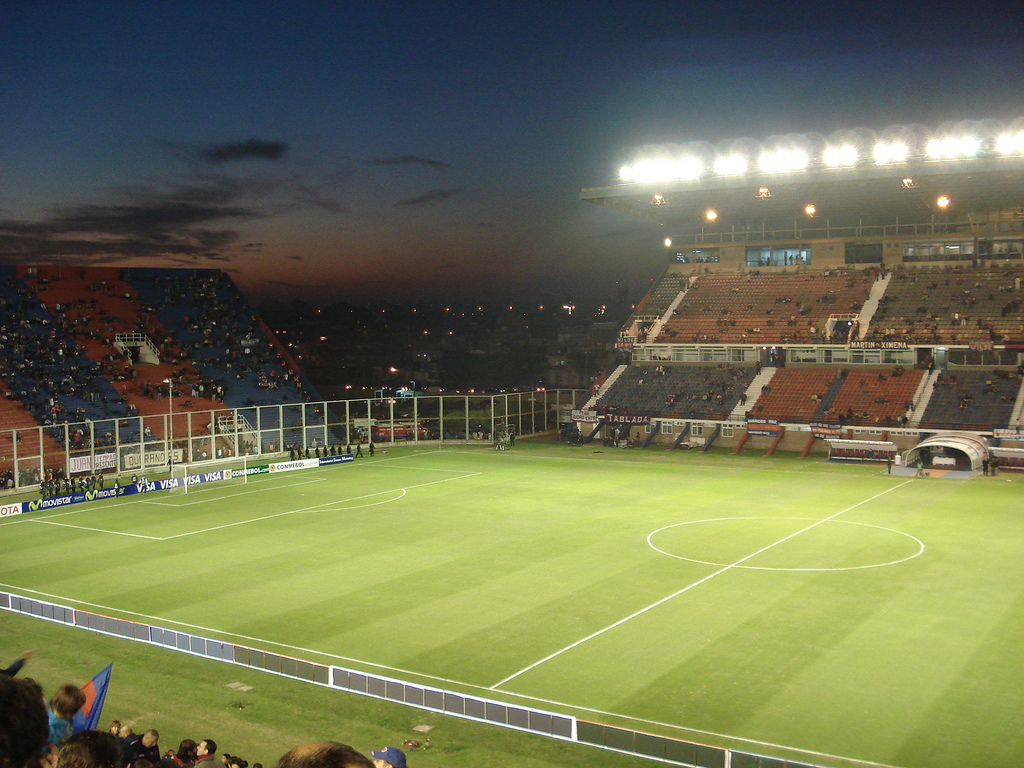
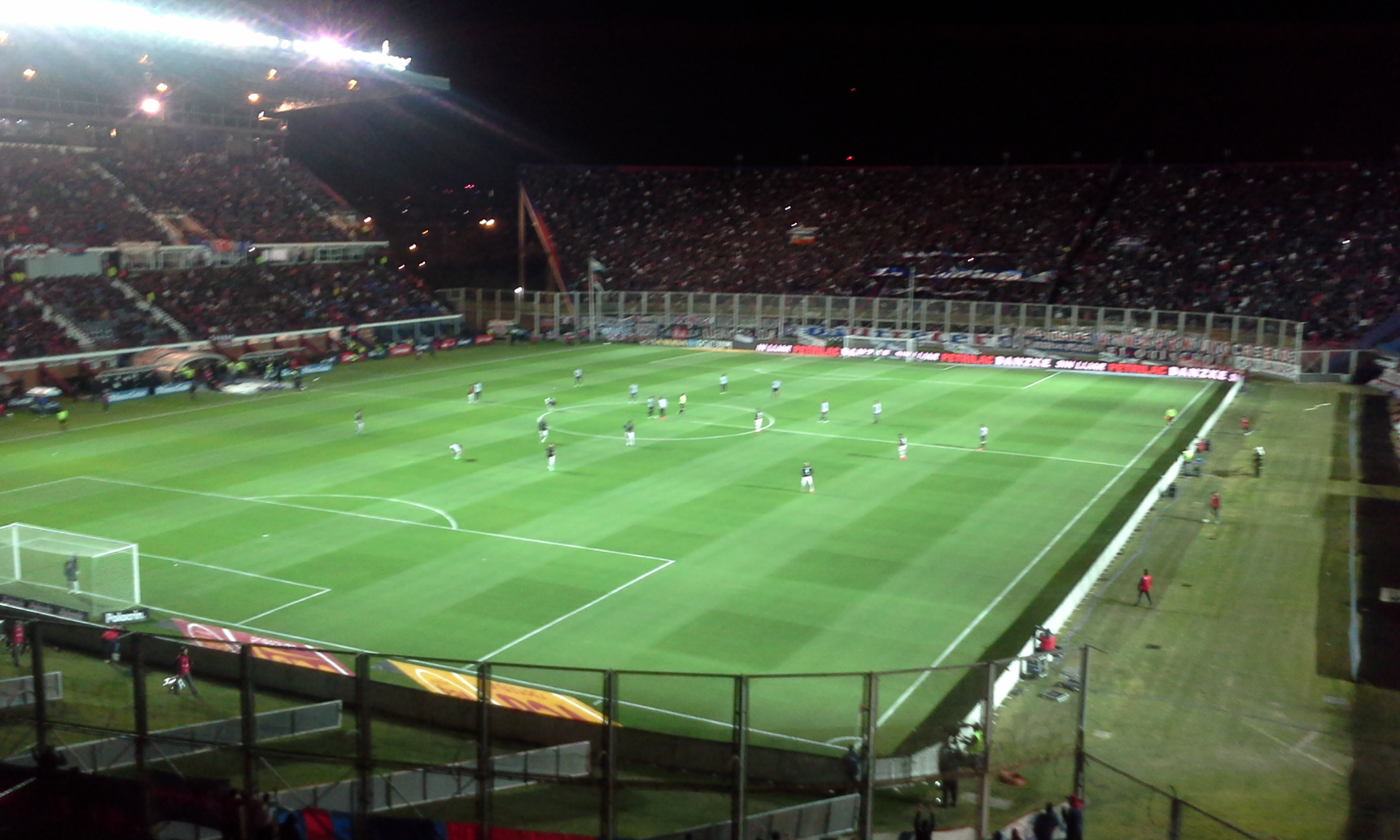